# Grand Prix Guillaume Tell féminin 1998
Le Grand Prix Guillaume Tell ou 2e édition du Grand Prix Suisse féminin a eu lieu le 27 septembre 1998. Il est la dernière manche de la Coupe du monde de cyclisme sur route féminine 1998. La course est remportée par la Russe Zulfiya Zabirova.

## Parcours
L'épreuve comporte huit tours de 15,2 km, pour un total de 121,6 km,.

## Récit de la course
Le début de course est peu animé. À mi-course, Tracey Gaudry, Sarah Ulmer, Sigrid Corneo et Zulfiya Zabirova s'échappent. Le peloton les reprend cependant rapidement. Dans le cinquième tour, Zulfiya Zabirova part de nouveau, cette fois définitivement. Derrière elle, la deuxième place se dispute au sprint. Elisabeth Vink devance Zita Urbonaitė et la vainqueur de la Coupe du monde Diana Žiliūtė.

## Classement final
| \| Classement général \| Classement général \| Classement général \| Classement général \| Classement général \| \| Coureuse \| Coureuse \| Pays \| Équipe \| Temps \| \| ------------------ \| -------------------- \| ------------------ \| ---------------------------- \| ------------------ \| \| 1re \| Zulfiya Zabirova \| Russie \| Acca Due O-Lorena Camicie \| 3 h 07 min 28 s \| \| 2e \| Elsbeth Vink \| Pays-Bas \| Opstalan \| + 3 min 36 s \| \| 3e \| Zita Urbonaitė \| Lituanie \| Acca Due O-Lorena Camicie \| + 3 min 36 s \| \| 4e \| Diana Žiliūtė \| Lituanie \| Acca Due O-Lorena Camicie \| + 3 min 36 s \| \| 5e \| Sara Felloni \| Italie \| Edil Savino \| + 3 min 36 s \| \| 6e \| Susanne Ljungskog \| Suède \| \| + 3 min 36 s \| \| 7e \| Barbara Heeb \| Suisse \| Serotta-Appenzeller \| + 3 min 36 s \| \| 8e \| Jorunn Kvalø \| Norvège \| \| + 3 min 36 s \| \| 9e \| Tanja Schmidt-Hennes \| Allemagne \| SC Michela Fanini Record Rox \| + 3 min 36 s \| \| 10e \| Imelda Chiappa \| Italie \| Edil Savino \| + 3 min 36 s \| |                      |           |                              |                 |
| |                      |           |                              |                 |
| Source : Cycling Archives |                      |           |                              |                 |
| Classement général |                      |           |                              |                 |
| Coureuse | Coureuse             | Pays      | Équipe                       | Temps           |
| 1re | Zulfiya Zabirova     | Russie    | Acca Due O-Lorena Camicie    | 3 h 07 min 28 s |
| 2e | Elsbeth Vink         | Pays-Bas  | Opstalan                     | + 3 min 36 s    |
| 3e | Zita Urbonaitė       | Lituanie  | Acca Due O-Lorena Camicie    | + 3 min 36 s    |
| 4e | Diana Žiliūtė        | Lituanie  | Acca Due O-Lorena Camicie    | + 3 min 36 s    |
| 5e | Sara Felloni         | Italie    | Edil Savino                  | + 3 min 36 s    |
| 6e | Susanne Ljungskog    | Suède     |                              | + 3 min 36 s    |
| 7e | Barbara Heeb         | Suisse    | Serotta-Appenzeller          | + 3 min 36 s    |
| 8e | Jorunn Kvalø         | Norvège   |                              | + 3 min 36 s    |
| 9e | Tanja Schmidt-Hennes | Allemagne | SC Michela Fanini Record Rox | + 3 min 36 s    |
| 10e | Imelda Chiappa       | Italie    | Edil Savino                  | + 3 min 36 s    |